# Plectris roeri
Plectris roeri är en skalbaggsart som beskrevs av Frey 1967. Plectris roeri ingår i släktet Plectris och familjen Melolonthidae. Inga underarter finns listade i Catalogue of Life.